# Lethbridge (Newfoundland en Labrador)
Lethbridge is een plaats in de Canadese provincie Newfoundland en Labrador. De plaats ligt aan de oostkust van het eiland Newfoundland en is de hoofdplaats van het local service district Lethbridge and Area.

## Geografie
De plaats bevindt zich in het zuidwesten van het schiereiland Bonavista, aan het zuidelijke uiteinde van de Goose Bay. Dat is een lange, smalle zijarm van de Chandler Reach, hetwelk een zeegat is dat leidt naar de open wateren van de Bonavista Bay. Het dorp ligt aan de samenkomst van Route 230 en Route 234, tussen Bloomfield en Brooklyn.
Het dorp is de hoofdplaats van het in 2010 opgerichte local service district Lethbridge and Area.

## Demografie
Demografisch gezien kent Lethbridge, net zoals de meeste afgelegen dorpen op Newfoundland, een dalende langetermijntrend.
| Demografische ontwikkeling van Lethbridge tussen 1991 en 2021 |
| ------------------------------------------------------------- |
|                                                               |
| Bron: Statistics Canada (1991–1996, 2011–2016, 2021)          |